# Dream Circle Records
Dream Circle Records war ein deutsches Metal-Plattenlabel in den 1990er-Jahren.
Anfang 1992 gründete Ole Bergfleth in Gribbohm, Schleswig-Holstein, ein Plattenlabel, das sich gegen jegliche Trendreiterei richtete und dem hinter der Grunge-Welle zurückfallenden klassischen Hard Rock sowie dem nicht massenkompatiblen Progressive Metal ein Forum bieten wollte. Erste Veröffentlichung war 1992 Do or Die der Hardrockband Paradise aus Los Angeles, wichtigste Veröffentlichung Into the Everflow der Progressive-Metal-Band Psychotic Waltz aus dem kalifornischen San Diego County, ebenfalls 1992, und die letzte 1999 die Party betitelte überarbeitete Neuausgabe von Blendwerk der norwegischen Punk-Band Punishment Park. Bergfleth bewies kein Geschick im Umgang mit seinen Bands und verbaute so seinem nach Itzehoe verlegten Label die Zukunftsaussicht.

## Wichtige Künstler
- Psychotic Waltz
- Vanden Plas
- Sahara
- Gypsy Kyss
- Life Artist
- Riverdogs
- Civil Defiance
- Enchant

Weitere Veröffentlichungen bekannter Künstler: Alcatrazz (nur Best-of-Kompilation), Jim Matheos (erstes Soloalbum des Fates-Warning-Gitarristen), Angra (Wiederveröffentlichung).